# 全国高等学校野球選手権信越大会
信越大会（しんえつたいかい）は、1931年（第17回）から1957年（第39回）まで、府県レベルの大会にとどまった1941年（第27回）を除いて長野県と新潟県を対象に行われていた、全国中等学校優勝野球大会および全国高等学校野球選手権大会の地方大会。

## 概要・歴史
1930年（第16回）まで行われていた神静大会（神奈川県・静岡県）と甲信越大会（山梨県・長野県・新潟県）が、1931年（第17回）から山梨県が移るかたちで甲神静大会（山梨県・神奈川県・静岡県）と信越大会（長野県・新潟県）に再編された。
信越大会は22回行われ、長野県勢の優勝22回、新潟県勢の優勝なし。複数の府県を対象とする地方大会が特定の府県勢の毎回優勝で消滅した事例は他にもあるが、信越大会における長野県勢の22回毎回優勝は最多記録となっている。また、1949年（第31回）まで各県予選上位2校ずつの4校による準決勝方式、1950年（第32回）から各県予選上位4校ずつの8校による準々決勝方式だったこともあって、22回中17回も決勝が長野県勢対決となった。
一府県一代表が認められた1958年（第40回）以降も長野県の単独代表が認められ、新潟県は1959年（第41回）から富山県と北越大会を編成することとなり、信越大会は1957年（第39回）を最後に消滅した。

## 歴代代表校
| 年度                 | 参加県     | 大会方式            | 代表校（出場回数）        | 決勝スコア | 準優勝校   | 全国大会      |
| -------------------- | ---------- | ------------------- | ------------------------- | ---------- | ---------- | ------------- |
| 1931年（第17回大会） | 長野・新潟 | 4校出場 （各県2校） | 長野商（6年ぶり2回目）    | 4-3        | 松本商     | 2回戦（初戦） |
| 1932年（第18回大会） | 長野・新潟 | 4校出場 （各県2校） | 長野商（2年連続3回目）    | 12-4       | 新潟商     | ベスト8       |
| 1933年（第19回大会） | 長野・新潟 | 4校出場 （各県2校） | 松本商（5年ぶり6回目）    | 10-1       | 新潟中     | 2回戦（初戦） |
| 1934年（第20回大会） | 長野・新潟 | 4校出場 （各県2校） | 長野商（2年ぶり4回目）    | 3-0        | 松本商     | 1回戦         |
| 1935年（第21回大会） | 長野・新潟 | 4校出場 （各県2校） | 飯田商（初出場）          | 9-1        | 長岡中     | 1回戦         |
| 1936年（第22回大会） | 長野・新潟 | 4校出場 （各県2校） | 長野商（2年ぶり5回目）    | 4-0        | 新潟商     | 1回戦         |
| 1937年（第23回大会） | 長野・新潟 | 4校出場 （各県2校） | 長野商（2年連続6回目）    | 11-0       | 松本中     | ベスト8       |
| 1938年（第24回大会） | 長野・新潟 | 4校出場 （各県2校） | 松本商（5年ぶり7回目）    | 2-0        | 長野商     | 2回戦（初戦） |
| 1939年（第25回大会） | 長野・新潟 | 4校出場 （各県2校） | 長野商（2年ぶり7回目）    | 1-0        | 松本商     | ベスト4       |
| 1940年（第26回大会） | 長野・新潟 | 4校出場 （各県2校） | 松本商（2年ぶり8回目）    | 6-1        | 長野商     | ベスト4       |
| 1946年（第28回大会） | 長野・新潟 | 4校出場 （各県2校） | 松本市中（初出場）        | 10-7       | 松本商     | ベスト8       |
| 1947年（第29回大会） | 長野・新潟 | 4校出場 （各県2校） | 松本中（初出場）          | 4-2        | 松本市中   | 2回戦（初戦） |
| 1948年（第30回大会） | 長野・新潟 | 4校出場 （各県2校） | 穂高農（初出場）          | 5-4        | 松本市立   | 2回戦（初戦） |
| 1949年（第31回大会） | 長野・新潟 | 4校出場 （各県2校） | 松本市立（3年ぶり2回目）  | 4-2        | 長野北     | ベスト8       |
| 1950年（第32回大会） | 長野・新潟 | 8校出場 （各県4校） | 松商学園（10年ぶり9回目） | 3-1        | 長野北     | 1回戦         |
| 1951年（第33回大会） | 長野・新潟 | 8校出場 （各県4校） | 松商学園（2年連続10回目） | 1-0        | 飯田長姫   | 2回戦（初戦） |
| 1952年（第34回大会） | 長野・新潟 | 8校出場 （各県4校） | 松商学園（3年連続11回目） | 4-3        | 長野商     | 2回戦（初戦） |
| 1953年（第35回大会） | 長野・新潟 | 8校出場 （各県4校） | 松商学園（4年連続12回目） | 6-0        | 新潟明訓   | 1回戦         |
| 1954年（第36回大会） | 長野・新潟 | 8校出場 （各県4校） | 松商学園（5年連続13回目） | 5-1        | 丸子実     | 2回戦（初戦） |
| 1955年（第37回大会） | 長野・新潟 | 8校出場 （各県4校） | 伊那北（初出場）          | 5-3        | 上田松尾   | 2回戦         |
| 1956年（第38回大会） | 長野・新潟 | 8校出場 （各県4校） | 伊那北（2年連続2回目）    | 4-1        | 穂高       | 2回戦         |
| 1957年（第39回大会） | 長野・新潟 | 8校出場 （各県4校） | 上田松尾（初出場）        | 4-2        | 松本県ヶ丘 | ベスト8       |